# Saut à ski aux Jeux olympiques de 1928
Navigation
Chamonix 1924 Lake Placid 1932
L'épreuve de saut à ski des Jeux olympiques d'hiver de 1928 a lieu au tremplin de 70 mètres « Olympiaschanze » à Saint-Moritz en Suisse le 18 février 1928. Les concurrents sont au nombre de 38, originaires de 13 pays. La compétition est remportée par le Norvégien Alf Andersen devant son compatriote Sigmund Ruud et le Tchécoslovaque Rudolf Purkert.
La Norvège envoie une équipe forte avec quatre sauteurs capables de remporter l'épreuve dont le champion olympique en titre et champion du monde Jacob Tullin Thams et Andersen qui a remporté les huit épreuves de qualification norvégiennes. Par ailleurs, le détenteur du record du monde, le Canadien Nels Nelsen n'est pas autorisé à participer en raison de problèmes financiers. Le Japon participe pour la première fois à une compétition internationale de saut à ski, devenant ainsi le premier pays asiatique à le faire.
Après le premier saut, trois Norvégiens sont en tête. Une discussion de 40 minutes éclate ensuite à propos de la vitesse des sauts avec les sauteurs d'Europe centrale qui veulent que celle-ci augmente. Cette demande est accordée par le jury, ce qui entraîne les chutes de plusieurs favoris dont les partisans les plus virulents de l'augmentation de la vitesse Gérard Vuilleumier et Bruno Trojani. Andersen et Ruud se placent sur le podium en réduisant leur vitesse sur la zone de décollage.

## Site

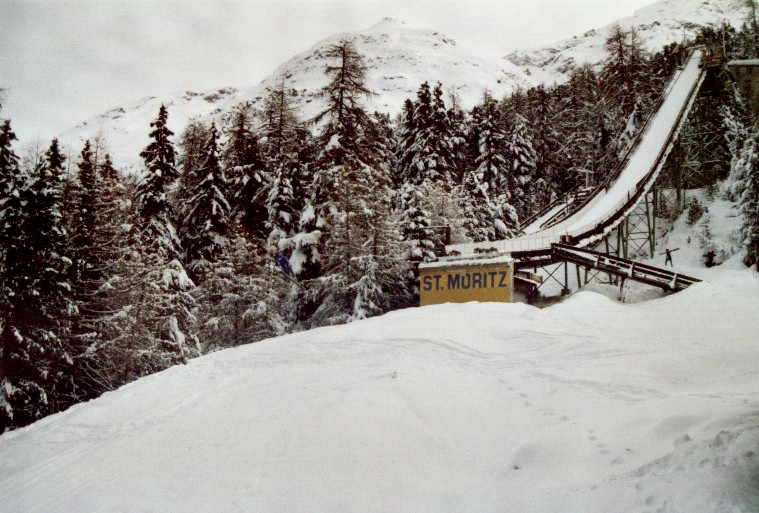
L'Olympiaschanze en 2002

Des activités de saut à ski existent depuis 1895 à Saint-Moritz, et le tremplin de saut à ski de Julierschanze est ouvert depuis 1905. Cependant, celui-ci n'est pas assez grand pour les épreuves olympiques, ce qui oblige à en construire un autre. La construction débute en 1926 et le site est inauguré le 20 janvier 1927.
Situé dans le quartier de Saint-Moritz-Bad, l'Olympiaschanze est alors le plus gros tremplin de saut à ski du monde avec une taille de 94,5 mètres environ, et permet, par beau temps, de faire des sauts de 70 à 75 mètres,.
La compétition olympique est suivie par 8 000 spectateurs.
Le tremplin accueille également l'épreuve de combiné nordique des Jeux de 1928 et sera plus tard utilisé pour les Jeux olympiques d'hiver de 1948.

## Avant l'épreuve

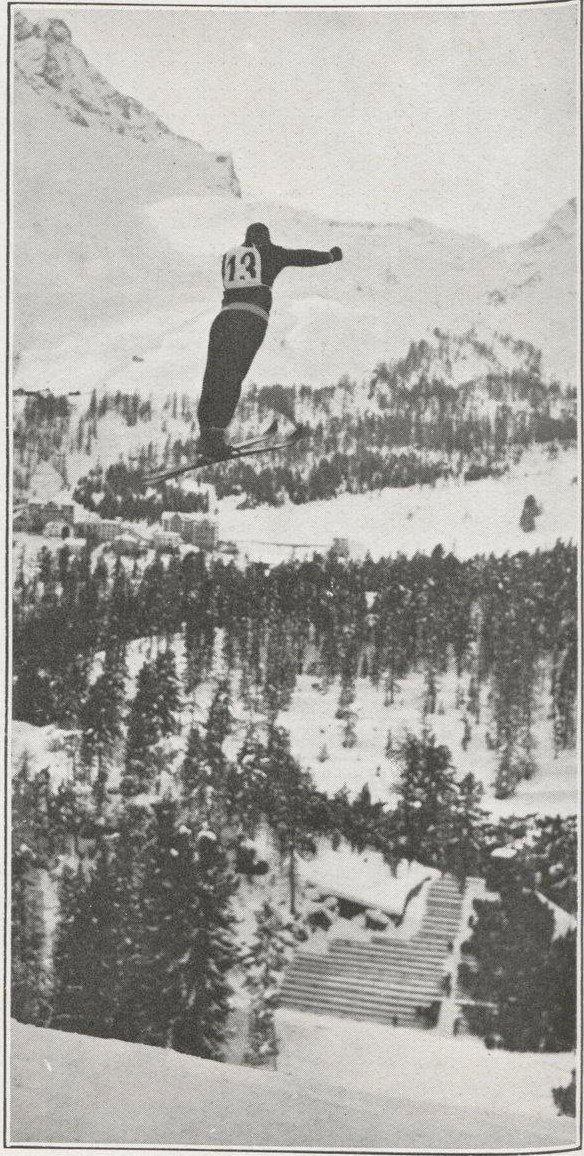
Kleber Balmat aux jeux olympiques 1928 à St Moritz

La Norvège envoie une forte délégation avec quatre participants capables de remporter la compétition. En effet, Jacob Tullin Thams est le champion olympique en titre après sa victoire lors des Jeux de 1924 et fut le champion du monde de la discipline en 1926. Le reste de l'équipe est composée d'Alf Andersen qui a remporté les huit épreuves de qualifications norvégiennes pour les Jeux olympiques, de Sigmund Ruud — le plus vieux des frères Ruud — et d'Hans Kleppen,. Les autres favoris sont Rudolf Purkert qui a gagné la partie saut à ski du combiné nordique et le Suisse Gérard Vuilleumier. L'Asie est représenté pour la première fois à une compétition internationale avec la participation du Japonais Motohiko Ban.
Le Canada avait initialement prévu d'envoyer deux sauteurs à ski, Nels Nelsen, qui détient le record du monde du saut le plus long, et Melbourne McKenzie. Cependant, le manque d'argent les pousse à tenter de travailler sur un cargo pour traverser l'Atlantique. Toutefois, ces plans ont été stoppés par des officiels de la délégation britannique, qui organisaient l'équipe canadienne. Ils[Qui ?] sentaient aussi que travailler pour être transporté était inappropriée et que cela soit pas convenable pour l'équipe. Nelsen n'a participé à aucune édition des Jeux olympiques.
Avant l'épreuve, certains concurrents sont inquiets pour leur sécurité à cause de la hauteur du décollage et de la conception de la zone de descente.

## Récit de l'épreuve

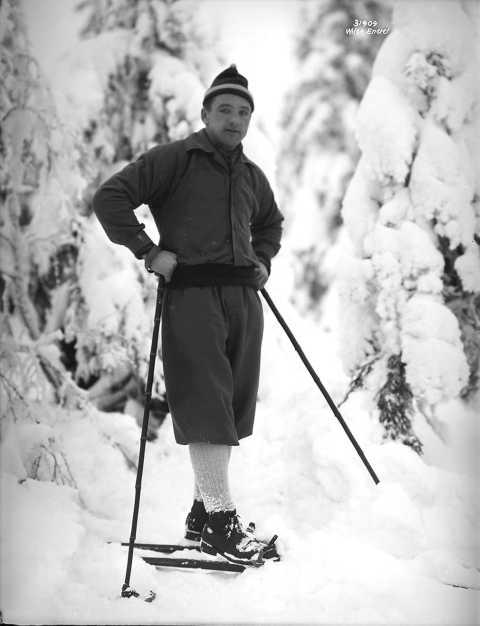
Le champion olympique en titre et champion du monde Jacob Tullin Thams.

Le jury est composé du Norvégien Østgaard, du Tchécoslovaque Jilek et du Suisse Straumann. En raison de la présence de glace sur la piste d'élan, un élan réduit est utilisé lors de la première manche. Anderson va le plus loin avec un saut de 60 mètres. Ruud et Vuilleumier le suivent avec 57,5 mètres tandis que Purket fait la quatrième longueur avec 57 mètres. Thams, Kleppen et le Polonais Bronisław Czech sautent tous à 56,5 mètres mais Kleppen et Czech tombent. Les trois Norvégiens Andersen, Ruud et Thams sont en tête devant Purket et Vuilleumier.
Durant la pause, plusieurs participants des pays d'Europe Centrale dont Vuilleumier et Bruno Trojani demandent à avoir plus d'élan, pour atteindre la vitesse maximale. Les sauteurs scandinaves et américains protestent contre cette demande et une discussion de 40 minutes éclate. À un moment, un des assistants sur la piste d'élan reçoit un appel téléphonique qui lui confirme d'améliorer la vitesse. Celui-ci est sceptique et choisit de rappeler les juges qui pourraient lui confirmer qu'ils n'ont jamais le feu vert pour faire cela. À la fin de la discussion, les juges décident d'augmenter la vitesse en ajoutant, à la suite d'un compromis, une distance de 5 mètres supplémentaires à l'élan. Cependant, l'assistant décide de déplacer la corde de seulement 4,5 mètres. Cela rend les Suisses furieux et ils utilisent leurs couteaux pour couper la corde. Ils accusent ensuite les participants qui se sont opposés à avoir la vitesse maximale d'être des lâches.
Lors de la seconde manche, Andersen et Ruud descendent la piste d'élan debout pour réduire leur vitesse et réussissent à avoir les deux sauts sans chute les plus longs. Pour Rudd, l'épreuve olympique permet de percer au niveau international. Thams utilise la piste à pleine vitesse, il atterrit à 73,0 mètres mais il tombe et termine à la 28e place. S'il était resté debout, il serait devenu le nouveau recordman du monde . Il a dû être transporté à l'hôpital en raison de la gravité de ses blessures. Il déclara ensuite : « J'ai au moins montré à ces gars que nous étions pas des lâches »,. Vuilleumier et Trojani s'élancent également à grande vitesse mais chutent tous les deux et finissent respectivement à la 30e et 32e place. Enfin, le Japonais Ban, quant à lui, réalise le saut le plus court lors des deux tours, chute lors du son premier saut et termine dernier.
Après l'épreuve et en raison notamment du tremplin de saut à ski mal conçu et afin de protéger les sauteurs ainsi que l'avenir et la réputation de la discipline, la Fédération internationale de ski a décidé de limiter la hauteur des sauts réalisés par les athlètes.

## Résultats
Le tableau ci-dessous montre les résultats de la compétition avec le nom des participants, leur pays, leur classement, la longueur de leur premier et de leur deuxième saut. Il comporte également la note de chacun des trois juges ainsi que le score global qui permet de classer les concurrents et qui est la moyenne des notes données par les trois juges. (T) signifie que le concurrent est tombé lors de son saut.
| Rang | Sauteur à ski                     | Longueur 1 (en mètres) | Longueur 2 (en mètres) | Juge 1 | Juge 2 | Juge 3 | Score  |
| ---- | --------------------------------- | ---------------------- | ---------------------- | ------ | ------ | ------ | ------ |
| 1    | Alf Andersen (NOR)                | 60,0                   | 64,0                   | 19,250 | 19,375 | 19,000 | 19,208 |
| 2    | Sigmund Ruud (NOR)                | 57,5                   | 62,5                   | 18,125 | 18,875 | 18,625 | 18,524 |
| 3    | Rudolf Purkert (TCH)              | 57,0                   | 59,5                   | 17,562 | 18,312 | 17,937 | 17,937 |
| 4    | Axel-Herman Nilsson (SWE)         | 53,5                   | 60,0                   | 16,937 | 16,875 | 16,937 | 16,937 |
| 5    | Sven-Olof Lundgren (SWE)          | 48,0                   | 59,0                   | 16,750 | 16,875 | 16,500 | 16,708 |
| 6    | Rolf Monsen (USA)                 | 53,0                   | 59,5                   | 16,437 | 16,937 | 16,687 | 16,687 |
| 7    | Sepp Mühlbauer (SUI)              | 52,0                   | 58,0                   | 16,500 | 16,375 | 16,750 | 16,541 |
| 8    | Ernst Feuz (SUI)                  | 52,5                   | 58,5                   | 16,500 | 16,250 | 16,625 | 16,458 |
| 9    | Martin Neuner (GER)               | 50,0                   | 57,0                   | 16,500 | 16,375 | 16,000 | 16,291 |
| 10   | Bertil Carlsson (SWE)             | 51,5                   | 61,0                   | 16,062 | 16,437 | 16,062 | 16,187 |
| 11   | Erich Recknagel (GER)             | 48,5                   | 62,0                   | 15,812 | 15,687 | 16,562 | 16,020 |
| 12   | Paavo Nuotio (FIN)                | 50,0                   | 56,0                   | 15,625 | 15,750 | 16,125 | 15,833 |
| 13   | Vitale Venzi (ITA)                | 50,0                   | 59,0                   | 15,750 | 15,375 | 16,125 | 15,750 |
| 14   | Charles Proctor (USA)             | 49,0                   | 56,0                   | 15,125 | 16,125 | 15,500 | 15,583 |
| 15   | Willy Möhwald (TCH)               | 46,0                   | 59,0                   | 15,250 | 15,750 | 15,500 | 15,500 |
| 16   | Gerald Dupuis (CAN)               | 49,0                   | 51,0                   | 15,375 | 15,500 | 15,625 | 15,500 |
| 17   | Franz Thannheimer (GER)           | 46,5                   | 53,5                   | 15,250 | 15,375 | 15,375 | 15,333 |
| 18   | Anders Haugen (USA)               | 51,0                   | 53,0                   | 14,875 | 15,500 | 15,500 | 15,291 |
| 19   | Alois Kratzer (GER)               | 49,5                   | 54,0                   | 14,437 | 14,687 | 14,437 | 14,853 |
| 20   | Josef Bím (TCH)                   | 49,5                   | 51,0                   | 14,687 | 14,812 | 14,437 | 14,728 |
| 21   | Karl Wondrak (TCH)                | 48,5                   | 49,0                   | 14,312 | 14,687 | 14,437 | 14,478 |
| 22   | Esko Järvinen (FIN)               | 45,0                   | 47,5                   | 13,937 | 14,437 | 13,562 | 13,978 |
| 23   | Stanisław Gąsienica Sieczka (POL) | 41,0                   | 58,0                   | 14,000 | 13,375 | 14,374 | 13,917 |
| 24   | Kléber Balmat (FRA)               | 44,0                   | 54,0                   | 13,375 | 14,750 | 13,375 | 13,833 |
| 25   | Aleksander Rozmus (POL)           | 41,0                   | 53,0                   | 12,875 | 13,375 | 13,250 | 13,166 |
| 26   | Martial Payot (FRA)               | 40,5                   | 47,0                   | 12,562 | 13,062 | 12,437 | 12,678 |
| 27   | Andrzej Krzeptowski (POL)         | 41,5                   | 46,5                   | 12,437 | 12,937 | 12,437 | 12,604 |
| 28   | Jacob Tullin Thams (NOR)          | 56,5                   | (T) 73,0               | 11,187 | 13,687 | 12,812 | 12,562 |
| 29   | Harald Bosio (AUT)                | 36,5                   | 52,0                   | 12,312 | 11,812 | 12,062 | 12,062 |
| 30   | Gérard Vuilleumier (SUI)          | 57,5                   | (T) 62,0               | 11,687 | 11,562 | 12,812 | 12,020 |
| 31   | Sven Eriksson (SWE)               | 52,0                   | (T) 62,5               | 11,125 | 12,000 | 11,375 | 11,500 |
| 32   | Bruno Trojani (SUI)               | 48,5                   | (T) 63,0               | 9,562  | 11,385 | 11,437 | 10,782 |
| 33   | Luigi Bernasconi (ITA)            | 46,5                   | (T) 59,0               | 10,312 | 10,312 | 9,437  | 10,020 |
| 34   | Luciano Zampatti (ITA)            | (T) 48,0               | 49,5                   | 10,687 | 8,187  | 10,187 | 9,687  |
| 35   | Joseph Maffioli (FRA)             | 35,0                   | 40,0                   | 8,125  | 7,875  | 8,375  | 8,125  |
| 36   | Hans Kleppen (NOR)                | (T) 56,5               | (T) 64,5               | 4,500  | 4,500  | 7,500  | 6,500  |
| 37   | Bronisław Czech (POL)             | (T) 56,5               | (T) 62,5               | 5,000  | 7,000  | 7,000  | 6,333  |
| 38   | Motohiko Ban (JPN)                | (T) 34,0               | 39,0                   | 4,000  | 3,750  | 4,250  | 4,000  |

## Délégations participantes
Un total de 38 sauteurs à ski venant de 13 pays participent à la compétition et sont classés. En effet, selon le rapport officiel des Jeux, 68 athlètes étaient inscrits et 40 au départ de l'épreuve. Également, un 14e pays, la Hongrie faisait partie des nations engagées mais aucun représentant de ce pays n'est présent dans le classement final.
- Allemagne (4)
- Autriche (1)
- Canada (1)
- États-Unis (3)
- Finlande (2)
- France (3)
- Italie (3)
- Japon (1)
- Norvège (4)
- Pologne (4)
- Suède (4)
- Suisse (4)
- Tchécoslovaquie (4)